# Bión de Esmirna
Bión de Esmirna (Βίων ὁ Σμυρναῖος / Bíōn ho Smyrnaíos) es el último poeta pastoril griego cuyo nombre se conoce. Vivió a finales del siglo II a. C. y es práctica habitual unirlo al poeta pastoril Mosco de Siracusa. No sabemos prácticamente nada de su vida. Según el anónimo Lamento por Bión (atribuido a Mosco), vivió en Sicilia y murió por envenenamiento. Escribió en hexámetros, en dórico literario, y conservamos diecisiete fragmentos de sus poemas (algunos de los que puede que estén completos). A partir del Renacimiento se le ha atribuido el Lamento por Adonis, destinado quizá a ser recitado en un festival. El elemento pastoril en su obra es escaso, pues la mayor parte de sus poemas son de tema amoroso, tratado con desenfado.